# Каганов, Владимир Михайлович
Владимир Михайлович Каганов (род. 29 января 1953) — полковник ВС РФ, лётчик-испытатель, Герой Российской Федерации (1999).

## Биография
Владимир Каганов родился 29 января 1953 года в Клайпеде (ныне — Литва). В 1970 году он окончил среднюю школу. В августе того же года он был призван на службу в Советскую Армию. В 1974 году Каганов окончил Качинское военное авиационное училище, после чего остался там лётчиком-инструктором, затем командовал эскадрильей в учебном авиаполку.
В 1983 году Каганов окончил Центр подготовки лётчиков-испытателей в Ахтубинске, после чего служил лётчиком-испытателем в ГК НИИ ВВС. Занимался испытаниями самолётов  «Су-27, МиГ-29, Миг-31, Су-35» и т.д., в том числе на штопор. В 1995 году Каганов был назначен начальником службы лётных испытаний истребительной авиации 1-го Управления ГЛИЦ.
Указом Президента Российской Федерации от 25 января 1999 года за «мужество и героизм, проявленные при испытании новой авиационной техники» полковник Владимир Каганов был удостоен высокого звания Героя Российской Федерации с вручением медали «Золотая Звезда». Также награждён орденом Красной Звезды и рядом медалей. Имеет звания «Заслуженный военный лётчик Российской Федерации» и «Лётчик-испытатель 1-го класса».
8 мая 2015 года награждён медалью «За вклад в создание Евразийского экономического союза» III степени Высшего совета Евразийского экономического союза.